# Gabriele von Arnim
Gabriele von Arnim (Amburgo, 22 novembre 1946) è una giornalista, scrittrice e conduttrice televisiva tedesca.

## Vita
Gabriele von Arnim ha studiato sociologia e scienze politiche all'Università di Amburgo e diFrancoforte sul Meno. Nel 1972 ha completato i suoi studi con un dottorato ad Amburgo. Dal 1973 al 1983 ha vissuto come giornalista freelance a New York e ha scritto per giornali, riviste e stazioni radio tedesche.
Dopo il suo ritorno dagli Stati Uniti, ha vissuto a Monaco di Baviera dal 1983 fino al 1996. Nel 1992 ha dato il via al cosiddetto “Appello di Monaco” contro l'estrema destra e la xenofobia. Nel 1994 ha fondato l'associazione Memento - Memoriale per il campo di concentramento di Dachau. Ha vissuto a Bonn dal 1996. Attualmente lavora per varie compagnie radiofoniche e televisive, tra cui ARTE, come presentatrice dello spettacolo SWR Wortwechsel e come partecipante del Literaturclub sulla televisione svizzera.
Oltre alla sua attività giornalistica, Gabriele von Arnim ha pubblicato anche opere di narrativa. Dal 1999 al 2003 è stata co-editrice dell'Annuario dei diritti umani. È membro del centro PEN tedesco. Ha una figlia dal suo primo matrimonio. Il suo secondo marito era il giornalista Martin Schulze, con il quale è stata sposata per 30 anni fino alla sua morte nel 2014.

## Opere (selezione)
- Der Einfluß von Massenmedien auf politisches Verhalten. Dissertationsschrift Universität Hamburg 1971.
- New York., Köln 1978 (zusammen mit Bruni Mayor), ISBN 978-3-7701-0842-8.
- Das große Schweigen –Von der Schwierigkeit, mit den Schatten der Vergangenheit zu leben. Kindler, München 1989, ISBN 978-3-463-40103-4.
- Das dritte Zimmer und andere gefährliche Geschichten. Knaur, München 1992, ISBN 3-426-65050-9.
- Politiklust. Hrsg.,  Aufsatzsammlung, Drömer Knaur, München 1994, ISBN 978-3-426-80045-4.
- Essen. DTV, München 1998, ISBN 978-3-423-20215-2
- Matilde, unverrückbar. Erzählungen. Blessing, München 1999, ISBN 978-3-89667-091-5.
- Was tun? Demokratie versteht sich nicht von selbst. Antje Kunstmann, München 2017, ISBN 978-3-95614-210-9.
- Das Leben ist ein vorübergehender Zustand. Rowohlt, Hamburg 2021, ISBN 978-3-498-00245-9.